# Paweł Sibik
Paweł Sibik (Niemcza, 1971. február 15. –) lengyel válogatott labdarúgó.

## Pályafutása

### Klubcsapatban
1989 és 1996 között a Lechia Dzierżoniów csapatában játszott. 1996 és 2003 között az Odra Wodzisław, 2003 és 2004 között a ciprusi Apóllon Lemeszú játékosa volt. 2004-ben rövid időre visszatért az Odra Wodzisławhoz, majd azt követően a Podbeskidzie Bielsko-Biała szerződtette, ahol egy évet töltött. 2005-ben a Ruch Chorzów labdarúgója volt. A 2005–06-os szezonban ismét az Apóllon Lemeszúban szerepelt és megnyerte a ciprusi bajnokságot. 

### A válogatottban
2002-ben 3 alkalommal szerepelt a lengyel válogatottban. Részt vett a 2002-es világbajnokságon, ahol az Egyesült Államok elleni csoportmérkőzésen csereként kapott lehetőséget. A Dél-Korea és a Portugália elleni találkozón nem lépett pályára.

## Sikerei, díjai
Apóllon Lemeszú
- Ciprusi bajnok (1): 2005–06

## Külső hivatkozások
- Paweł Sibik adatlapja a National-Football-Teams.com oldalon (angolul)

- Paweł Sibik (angol nyelven). FootballDatabase.eu
- Paweł Sibik (angol nyelven). eu-football.info
- Paweł Sibik (lengyel nyelven). 90minut.pl
- Paweł Sibik (német nyelven). kicker.de
- Paweł Sibik adatlapja a worldfootball.net oldalon (angolul)